# Schloss Niederroßla
Das Schloss Niederroßla stand in Niederroßla, heute Ortsteil der Landgemeinde Ilmtal-Weinstraße im Landkreis Weimarer Land in Thüringen.

## Geschichte
Beim Umbau der Wasserburg Niederroßla um 1738 ließ der Weimarer Herzog Ernst August im Bereich der Vorburg das barocke Schloss als Jagdschloss mit dem Haupttor errichten. Es hatte einen trapezförmigen Grundriss, zwei Ecktürme und war zum Park hin offen. Weitere Bauten folgten. Es entstand zudem ein landwirtschaftliches Gut, das verpachtet wurde. Letzter Pächter war Richard Hauptner von 1925 bis 1946.
Zwischen 1779 und 1789 hat sich Johann Wolfgang von Goethe mehrmals im Schloss aufgehalten. Er soll auch Kastanienbäume im Park gepflanzt haben.
1945/46 war das Bürgermeisteramt in dem während des Zweiten Weltkrieges durch einen Bombentreffer beschädigten Schloss eingerichtet. Außerdem waren Umsiedler aus den deutschen Ostgebieten untergebracht. 1947 ließ die sowjetische Besatzungsmacht das Herrenhaus und die Gesindewohnungen auf der Grundlage des Befehls Nr. 209 abbrechen. Mit dem Bauschutt verfüllte man den Wassergraben um das ehemalige Schloss.